# 乔纳森·贝特
乔纳森·贝特（1958年6月26日—）是一位英国学者、传记作家和评论家，2011至2019年任牛津大學伍斯特學院教務長，2004年获詹姆斯·泰特·布莱克纪念奖传记奖，主要作品有入选牛津通识读本的《英格兰文学》（English Literature）等。